# Olympische Sommerspiele 1936/Leichtathletik – Hammerwurf (Männer)

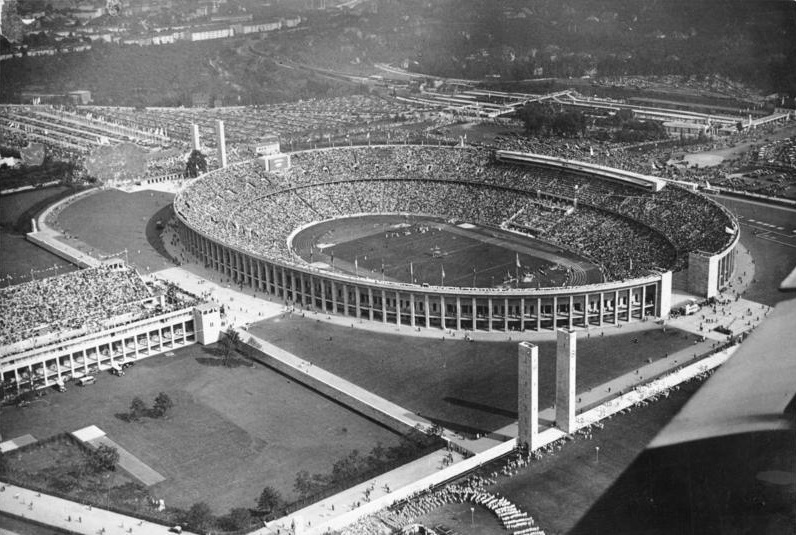
Das Olympiastadion in Berlin

Der Hammerwurf der Männer bei den Olympischen Spielen 1936 in Berlin wurde am 3. August 1936 im Olympiastadion Berlin ausgetragen. 27 Athleten nahmen teil.
Olympiasieger wurde der Deutsche Karl Hein vor seinem Landsmann Erwin Blask. Die Bronzemedaille gewann der Schwede Fred Warngård.

## Rekorde

### Bestehende Rekorde
| Weltrekord         | 57,77 m | Pat Ryan ( USA)     | New York, USA                 | 17. August 1913 |
| Olympischer Rekord | 54,74 m | Matt McGrath ( USA) | Finale OS Stockholm, Schweden | 14. Juli 1912   |

### Rekordverbesserungen
Der bestehende olympische Rekord wurde zweimal verbessert:
- 55,04 m – Erwin Blask (Deutsches Reich), Vorkampf am 3. August, zweiter Durchgang
- 56,49 m – Karl Hein (Deutsches Reich), Finale am 3. August, dritter (und gleichzeitig letzter) Durchgang

## Durchführung des Wettbewerbs
Die Athleten begannen mit einer Qualifikationsrunde. Siebzehn Teilnehmer – hellblau unterlegt – übertrafen die für das Erreichen des Vorkampfes notwendige Qualifikationsweite von 46,00 Metern. Im Vorkampf hatte jeder Wettbewerber drei Versuche. Die besten sechs Athleten – wiederum hellblau unterlegt – qualifizierten sich dann für weitere drei Versuche im Finale. Dabei ging das Resultat des Vorkampfs mit in das Endresultat ein. Alle Teilwettkämpfe wurden am 3. August ausgetragen.
Anmerkung:
Die Reihenfolgen und Weiten der Versuchsserien in der Qualifikationsrunde sind nicht bekannt.

## Qualifikation
3. August 1936, 9:00 Uhr

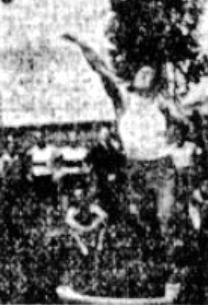
Milan Stepišnik – hier beim Kugelstoßen – schied in der Qualifikation aus

Wetterbedingungen: bedeckt, 18 – 19 °C, Seitenwind bei ca. 2,9 m/s
| Name                  | Nation             | Weite | Anmerkung |
| --------------------- | ------------------ | ----- | --------- |
| Isao Abe              | Japan              | k. A. |           |
| Koit Annamaa          | Estland            | k. A. |           |
| Anton Barticevic      | Chile              | k. A. |           |
| Erwin Blask           | Deutsches Reich    | k. A. |           |
| Giovanni Cantagalli   | Königreich Italien | k. A. |           |
| Henry Dreyer          | USA                | k. A. |           |
| Donald Favor          | USA                | k. A. |           |
| Bernhard Greulich     | Deutsches Reich    | k. A. |           |
| Karl Hein             | Deutsches Reich    | k. A. |           |
| Sulo Heino            | Finnland           | k. A. |           |
| Gunnar Jansson        | Schweden           | k. A. |           |
| Gustaf Koutonen       | Finnland           | k. A. |           |
| Evert Linné           | Schweden           | k. A. |           |
| Ville Pörhölä         | Finnland           | k. A. |           |
| William Rowe          | USA                | k. A. |           |
| Fred Warngård         | Schweden           | k. A. |           |
| Joseph Wirtz          | Frankreich         | k. A. |           |
| Kristos Dimitropoulos | Griechenland       | k. A. |           |
| Norman Drake          | Großbritannien     | k. A. |           |
| Jaroslav Eliáš        | Tschechoslowakei   | k. A. |           |
| Pedro Goić            | Jugoslawien        | k. A. |           |
| Hans Houtzager        | Niederlande        | k. A. |           |
| Emil Janausch         | Österreich         | k. A. |           |
| Jaroslav Knotek       | Tschechoslowakei   | k. A. |           |
| Eiichiro Matsuno      | Japan              | k. A. |           |
| Assis Naban           | Brasilien          | k. A. |           |
| Milan Stepišnik       | Jugoslawien        | k. A. |           |

## Legende
Kurze Übersicht zur Bedeutung der Symbolik – so üblicherweise auch in sonstigen Veröffentlichungen verwendet:
| x | ungültig |

## Vorkampf
3. August 1936, 15:00 Uhr

Wetterbedingungen: bedeckt, kurze Schauer, 19 – 20 °C, diagonaler Rückenwind von ca. 2,7 – 2,9 m/s

| Platz | Name                | Nation             | 1. Versuch | 2. Versuch | 3. Versuch | Resultat | Anmerkung |
| ----- | ------------------- | ------------------ | ---------- | ---------- | ---------- | -------- | --------- |
| 1     | Erwin Blask         | Deutsches Reich    | 52,55 m    | 55,04 m OR | x          | 55,04 m  | OR        |
| 2     | Fred Warngård       | Schweden           | 52,05 m    | 52,98 m    | 54,03 m    | 54,03 m  |           |
| 3     | Karl Hein           | Deutsches Reich    | 52,13 m    | 52,44 m    | x          | 52,44 m  |           |
| 4     | Gustaf Koutonen     | Finnland           | x          | 50,01 m    | 51,90 m    | 51,90 m  |           |
| 5     | William Rowe        | USA                | 51,53 m    | 51,04 m    | 49,29 m    | 51,53 m  |           |
| 6     | Donald Favor        | USA                | 50,78 m    | 50,02 m    | 51,01 m    | 51,01 m  |           |
| 7     | Bernhard Greulich   | Deutsches Reich    | 50,19 m    | 000x       | 50,61 m    | 50,61 m  |           |
| 8     | Koit Annamaa        | Estland            | 48,77 m    | 49,54 m    | 50,46 m    | 50,46 m  |           |
| 9     | Henry Dreyer        | USA                | 49,81 m    | 000x       | 50,42 m    | 50,42 m  |           |
| 10    | Sulo Heino          | Finnland           | 49,93 m    | 47,15 m    | 48,30 m    | 49,93 m  |           |
| 11    | Ville Pörhölä       | Finnland           | 45,35 m    | 000x       | 49,89 m    | 49,89 m  |           |
| 12    | Gunnar Jansson      | Schweden           | 49,21 m    | 48,49 m    | 49,28 m    | 49,28 m  |           |
| 13    | Isao Abe            | Japan              | 47,40 m    | 41,83 m    | 49,01 m    | 49,01 m  |           |
| 14    | Evert Linné         | Schweden           | x          | 47,25 m    | 47,61 m    | 47,61 m  |           |
| 15    | Giovanni Cantagalli | Königreich Italien | 45,21 m    | 47,42 m    | 45,08 m    | 47,42 m  |           |
| 16    | Joseph Wirtz        | Frankreich         | x          | 44,82 m    | 45,69 m    | 45,69 m  |           |
| 17    | Anton Barticevic    | Chile              | x          | 43,02 m    | 45,23 m    | 45,23 m  |           |

Im Vorkampf ausgeschiedene Hammerwerfer:

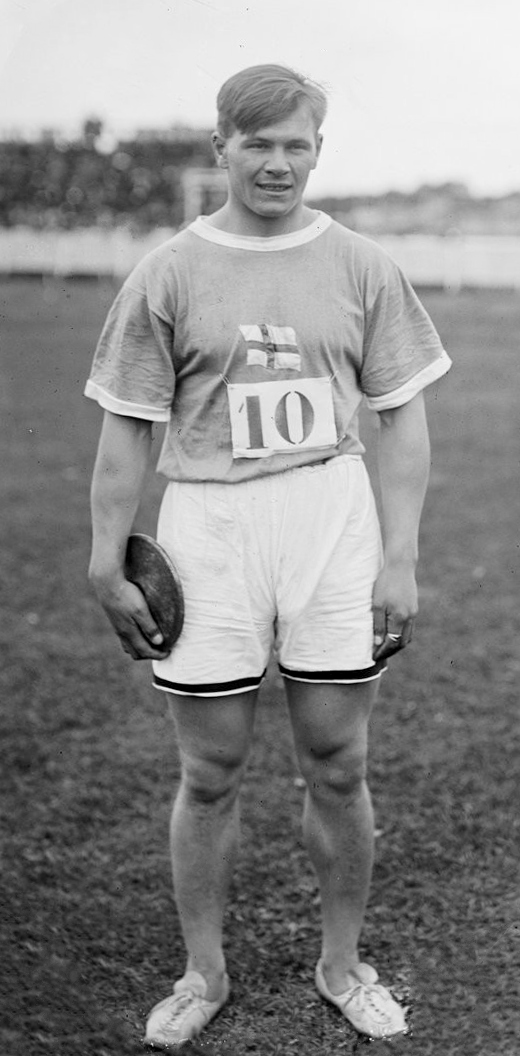
Ville Pörhölä (hier mit einem Diskus) – 1920 Olympiasieger im Kugelstoßen, im Hammerwurf 1932 Olympiazweiter und amtierender Europameister – ausgeschieden als Elfter mit 49,89 m
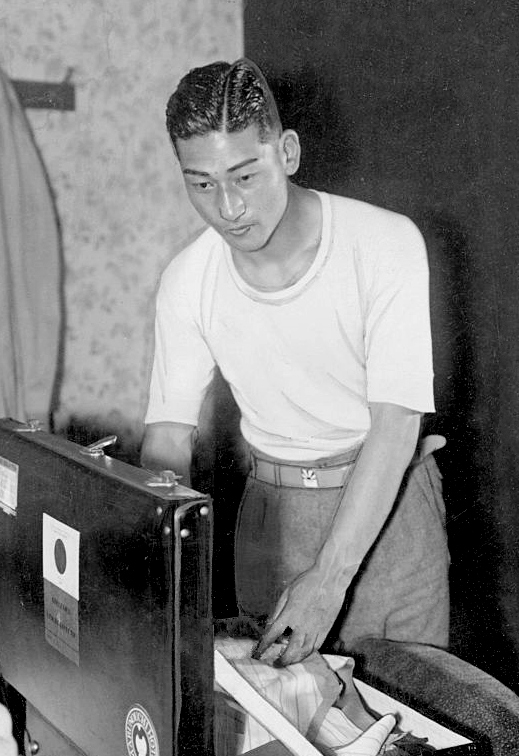
Isao Abe – ausgeschieden als Dreizehnter mit 49,01 m

## Finale
5. August 1936, im Anschluss an den Vorkampf

Wetterbedingungen: bedeckt, kurze Schauer, 19 – 20 °C, diagonaler Rückenwind von ca. 2,7 – 2,9 m/s
|       |                   |                 |               | Finale          |                 |                 |             |           |
| Platz | Name              | Nation          | Vorkampfweite | 1. Versuch      | 2. Versuch      | 3. Versuch      | Endresultat | Anmerkung |
| 1     | Karl Hein         | Deutsches Reich | 52,44 m000    | 54,70 m         | 54,85 m         | 56,49 m OR      | 56,49 m     | OR        |
| 2     | Erwin Blask       | Deutsches Reich | 55,04 m OR    | 54,10 m         | 54,48 m         | x00000          | 55,04 m     |           |
| 3     | Fred Warngård     | Schweden        | 54,03 m000    | 54,83 m         | 53,30 m         | 50,61 m000      | 54,83 m     |           |
| 4     | Gustaf Koutonen   | Finnland        | 51,90 m000    | 49,11 m         | 49,91 m         | x00000          | 51,90 m     |           |
| 5     | William Rowe      | USA             | 51,53 m000    | 50,32 m         | 51,66 m         | x00000          | 51,66 m     |           |
| 6     | Donald Favor      | USA             | 51,01 m000    | 48,48 m         | 50,33 m         | 47,71 m000      | 51,01 m     |           |
| 7     | Bernhard Greulich | Deutsches Reich | 50,61 m000    | nicht im Finale | nicht im Finale | nicht im Finale | 50,61 m     |           |
| 8     | Koit Annamaa      | Estland         | 50,46 m000    | nicht im Finale | nicht im Finale | nicht im Finale | 50,46 m     |           |

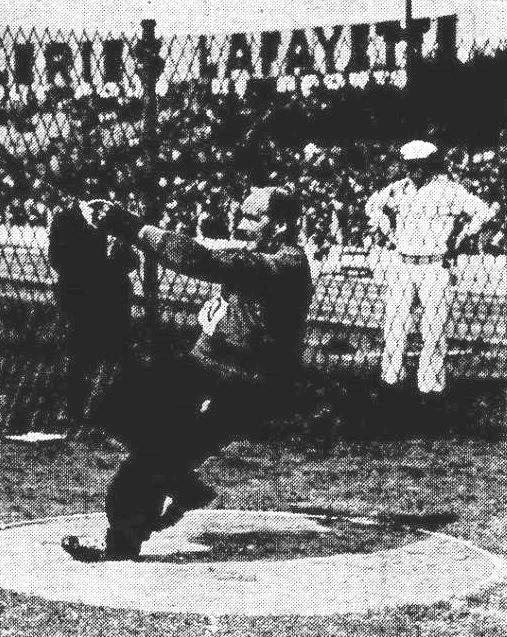
Der Silbermedaillengewinner Erwin Blask – 1938 wurde er Europameister

Leider war Pat O’Callaghan, der Olympiasieger von 1932, bei diesen Spielen zum Zuschauen verurteilt, weil sein irischer Verband National Athletic and Cycling Association of Ireland (NACAI), nicht vom Weltathletikverband und damit auch nicht vom IOC anerkannt wurde. So gab es keinen ausgesprochenen Favoriten. In Deutschland hatte der Hammerwurf bis 1934 ein Mauerblümchendasein geführt und war erst durch gezielte Verbandsaktionen zu einer Disziplin mit qualitativ hohem Niveau geworden.
Im Vorkampf übertraf zunächst Erwin Blask mit seinem zweiten Versuch den bestehenden olympischen Uraltrekord des US-Amerikaners Pat Ryan aus dem Jahre 1912. Mit seinem dritten und nochmals verbesserten ersten Versuch im Finale lag der Schwede Fred Warngård auf Platz zwei, bis im letzten Finaldurchgang Karl Hein den olympischen Rekord auf 56,49 m schraubte. So gab es hier einen deutschen Doppelsieg.
Auch der Finne Ville Pörhölä, 1920 Olympiasieger im Kugelstoßen, im Hammerwurf 1932 Olympiazweiter und 1934 Europameister, war hier in Berlin noch einmal dabei. Aber die Entwicklung in dieser Disziplin war weitergegangen und Pörhölä hatte nicht mehr ganz das Niveau früherer Jahre. So kam er mit 49,89 m auf den elften Platz.
Karl Hein gewann die erste deutsche Goldmedaille im Hammerwurf.

Erstmals gab es keine Medaille für einen US-Starter.

## Videolinks
- 1936, Hammer Throw, Men, Olympic Games, Berlin, youtube.com, abgerufen am 17. Juli 2021
- Germany 1936, Berlin XI.Olympic Summer Games - Olympische Sommerspiele (Athletics Wurfübungen), Bereich 2:02 min bis 2:37 min, youtube.com, abgerufen am 17. Juli 2021